# Trachinotus coppingeri
 Trachinotus coppingeri és una espècie de peix de la família dels caràngids i de l'ordre dels cipriniformes que es troba a l'est d'Austràlia.